# حركة المقاومة الوطنية
حركة المقاومة الوطنية هي الحزب السياسي الحاكم في أوغندا منذ عام 1986.

## التاريخ
تأسست حركة المقاومة الوطنية كحركة تحرير شنت حرب عصابات من خلال جناحها المتمرد جيش المقاومة الوطني الذي أطاح بالحكومة في عام 1986. وبحسب حركة المقاومة الوطنية، فقد أعادت الاستقرار السياسي والأمن والقانون والنظام و‌الدستورية و‌سيادة القانون إلى أوغندا.

## القيادة
شارك زعيم الحزب يوويري موسيفيني في الحرب التي أطاحت ب‍عيدي أمين، وأنهت حكمه في عام 1979، وفي التمرد الذي أدى لاحقًا إلى زوال نظام ميلتون أوبوتي في عام 1985؛ ومع ذلك، فقد تم وضع أوجه تشابه بين حركة المقاومة الوطنية وأسلافها. على سبيل المثال، مشروع قانون إدارة النظام العام الذي ترعاه حركة المقاومة الوطنية مشابه بشكل لافت للنظر لقانون النظام العام والأمن لعام 1967، الذي قننه نظام أوبوتي، من حيث أن كلا المشروعين «يسعيان إلى إسكات الآراء المعارضة». كما تذكرنا تصريحات موسيفيني بماضي أوغندا الديكتاتوري: «أيا كان من يحاول إثارة المشكلات فإننا نقضي عليه. حاول بيسيغي [زعيم معارض] إرباك كامبالا وأعطيناه القليل من الغاز المسيل للدموع وهدأ. لم يكن بحاجة إلى رصاصة، فقط القليل من الغاز.» إلى ذلك، وكما ذكر من قبل أن «مشكلة أفريقيا عموما وأوغندا خصوصا ليست الشعب بل القادة الذين يريدون البقاء في السلطة» رأى البعض أن تحركه لإزالة القيود على الفترات الرئاسية هو أمر نفاقي. وفي الماضي، كانت حركة المقاومة الوطنية تحظى بالثناء لأنها جلبت الاستقرار النسبي والنمو الاقتصادي إلى بلد عانى عقوداً من سوء الإدارة الحكومية ونشاط المتمردين والحرب الأهلية؛ غير أن فعاليته الاقتصادية أصبحت موضع تساؤل جدي مع معدل بطالة بلغ 62 في المائة بين الشباب. وقد شهدت فترة ولايته واحدة من أكثر الاستجابات الوطنية فعالية لمكافحة فيروس نقص المناعة البشرية/الإيدز في أفريقيا.
في منتصف إلى أواخر التسعينيات، امتدح الغرب موسيفيني باعتباره جزءا من جيل جديد من الزعماء الأفارقة. غير أن رئاسته شابها غزو الكونغو واحتلالها خلال حرب الكونغو الثانية (الحرب في جمهورية الكونغو الديمقراطية التي أسفرت عن مقتل ما يقدر بـ 5.4 ملايين شخص منذ عام 1998) وغيرها من الصراعات في منطقة البحيرات العظمى. التطورات الأخيرة، بما في ذلك إلغاء حدود فترة الرئاسة قبل انتخابات عام 2006، وتأكيد موسيفيني لمشروع قانون إدارة النظام العام الذي ترعاه حركة المقاومة الوطنية - وهو مشروع يحد بشدة من حرية التجمع - الرقابة الإعلامية لحركة المقاومة الوطنية واضطهاد المعارضة الديمقراطية (أي الترهيب العام للناخبين من قبل قوات الأمن؛ واعتقال مرشحي المعارضة؛ عمليات القتل خارج نطاق القضاء) أثارت قلق المعلقين المحليين والأجانب. وفي الآونة الأخيرة، أدت مؤشرات حدوث خلافة مزعومة لنجل الرئيس، موهوزي كاينيروغابا، إلى زيادة التوترات.
كما شكلت الادعاءات المتعلقة بالفساد الكبير انتقادا لحكومة حركة المقاومة الوطنية. ووفقاً لتقرير وزارة الخارجية الأمريكية عن حقوق الإنسان لعام 2012 حول أوغندا، «عكست أحدث مؤشرات البنك الدولي للحوكمة في العالم أن الفساد كان مشكلة خطيرة» وأن «البلاد تخسر سنوياً 768.9 مليار شلن (286 مليون دولار) بسبب الفساد». ومن المفهوم أن أوغندا احتلت المرتبة 140 من بين 176 دولة في مؤشر مدركات الفساد. وهناك فضيحة محددة، كان لها عواقب دولية كبيرة وسلطت الضوء على وجود الفساد في المكاتب الحكومية الرفيعة المستوى، وهي إختلاس 12.6 مليون دولار في أموال المانحين من مكتب رئيس الوزراء في عام 2012. وقد تم تخصيص هذه الاموال «كدعم حاسم لاعادة بناء شمالى أوغندا التي خربتها حرب دامت 20 عاما وكاراموجا أفقر منطقة في أوغندا». هذه الفضيحة دفعت الاتحاد الأوروبي، المملكة المتحدة، ألمانيا، الدنمارك، أيرلندا والنرويج إلى تعليق المساعدات.

## وصلات خارجية
- الموقع الرسمي
- دستور حركة المقاومة الوطنية